# 許錫宣
許錫宣（？—？），北韓政治人物，游擊隊派兼甲山派人。他於北韓建國後加入政府和朝鮮勞動黨，並在後來成為黨科學教育部長。1960年初，他因不滿最高領導人金日成重軍事輕經濟的路線而加入甲山派。1967年，金日成的唯一思想體系被確立，甲山派徹底失勢，許錫宣也因而被撤銷職務，後下落不明。

## 資料來源
1. ↑  .   [2013-12-01]. （原始内容存档于2013-11-12）.